# جرج مارکوس

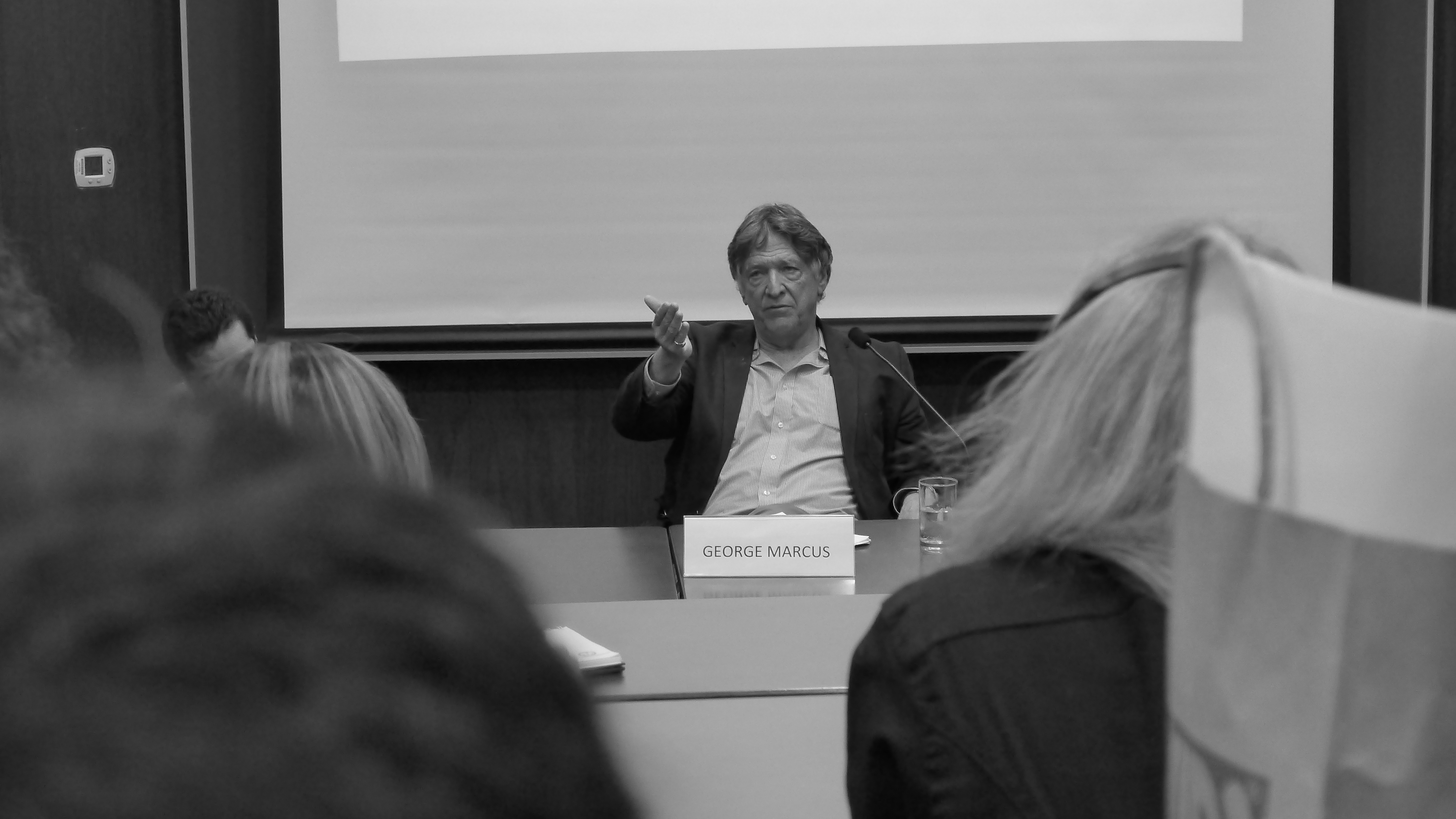
جرج مارکوس

جرج مارکوس (به انگلیسی: George Marcus) (زاده ۱۹۴۲ در آمریکا)، انسان شناس آمریکایی، پایه‌گذار نشریه انسان‌شناسی فرهنگی و یکی از نظریه پردازان مردم نگاری نوین است. از آثار وی می‌توان به انسان‌شناسی به مثابه نقد فرهنگی و فرهنگ نوشتن اشاره داشت. وی دکترای خود را از دانشگاه هاروارد گرفت و هم‌اکنون در دانشگاه ایرواین کالیفرنیا، مشغول به تدریس می‌باشد.